# Данлап (Іллінойс)
Данлап (англ. Dunlap) — селище (англ. village) в США, в окрузі Піорія штату Іллінойс. Населення — 1603 особи (2020).

## Географія
Данлап розташований за координатами 40°51′27″ пн. ш. 89°40′44″ зх. д. / 40.85750° пн. ш. 89.67889° зх. д. (40.857534, -89.678838).  За даними Бюро перепису населення США в 2010 році селище мало площу 1,41 км², уся площа — суходіл. В 2017 році площа становила 5,43 км², уся площа — суходіл.

## Демографія
Згідно з переписом 2010 року, у селищі мешкало 1386 осіб у 490 домогосподарствах у складі 388 родин. Густота населення становила 984 особи/км².  Було 505 помешкань (359/км²).
Расовий склад населення:
| - 92,2 % — білих - 5,8 % — азіатів - 0,9 % — чорних або афроамериканців - 0,1 % — корінних американців |

До двох чи більше рас належало 1,0 %. Частка іспаномовних становила 1,2 % від усіх жителів.
За віковим діапазоном населення розподілялося таким чином: 31,7 % — особи молодші 18 років, 60,5 % — особи у віці 18—64 років, 7,8 % — особи у віці 65 років та старші. Медіана віку мешканця становила 37,4 року. На 100 осіб жіночої статі у селищі припадало 99,1 чоловіків;  на 100 жінок у віці від 18 років та старших — 91,7 чоловіків також старших 18 років.
Середній дохід на одне домашнє господарство  становив 109 226 доларів США (медіана — 105 313), а середній дохід на одну сім'ю — 123 571 долар (медіана — 112 222). Медіана доходів становила 86 875 доларів для чоловіків та 45 000 доларів для жінок. За межею бідності перебувало 1,2 % осіб, у тому числі 0,0 % дітей у віці до 18 років та 2,0 % осіб у віці 65 років та старших.
Цивільне працевлаштоване населення становило 747 осіб. Основні галузі зайнятості: виробництво — 26,6 %, освіта, охорона здоров'я та соціальна допомога — 23,3 %, науковці, спеціалісти, менеджери — 11,1 %, роздрібна торгівля — 8,4 %.